# Baglung
Baglung (in nepalese बाग्लुङ) è una municipalità del Nepal, capoluogo del distretto di Baglung.